# Phalanx (réseau)
Pour les articles homonymes, voir Phalanx.
Phalanx est un réseau de Résistance français créé en 1942 par Christian Pineau de Libération-Nord après son retour de Londres, à la demande du Bureau central de renseignements et d'action.

## Histoire
Phalanx est installé en zone sud, d'abord à Clermont-Ferrand, puis à Lyon.
Sa branche du Nord, Phalanx Zone occupée, devient un réseau indépendant, Cohors-Asturies, sous la direction de Jean Cavaillès.
Étudiant dans un premier temps l'opinion publique, Phalanx collecte ensuite des renseignements militaires (sur l'armée d'armistice et les troupes d'occupation). Phalanx sert en outre d'intermédiaire entre Libération-Nord et la France libre, transmettant le courrier et les fonds. 
Le recrutement de Phalanx s'effectue, à l'origine, au sein du milieu syndicaliste et socialiste de Libération-Nord, dont il est issu. Marius Vivier-Merle, secrétaire de la CGT du Rhône, fait par exemple partie du réseau.
Après l'arrestation de Christian Pineau, Phalanx est dirigé par Francisque Fabre, puis, à partir du printemps 1943, par Fernand Gane, qui réoriente le réseau vers l'action militaire.
Selon l'historienne Alya Aglan, Phalanx a compté 250 membres pendant sa durée d'existence. Selon le colonel Passy, Phalanx a été l'un des meilleurs réseaux du BCRA.